# قسیم اخگر
محمد قسیم اخگر، (متولد ۱۹۵۱ - درگذشته ۲۸ ژانویه ۲۰۱۴) نویسنده، پژوهشگر، فعال جامعه مدنی و از نظریه‌پردازان در افغانستان بود.

## زندگی
محمد قسیم اخگر در سال ۱۹۵۱ در منطقهٔ وزیرآباد شهر کابل دیده به جهان گشود. او آموزش دور ابتدایی و متوسطه مکتب را شهر کابل ادامه داد، در حالی که تحصیلات او به پایان نرسیده بود، به دلیل شرکت در مبارزات و تظاهرات سیاسی گروه‌های چپ‌گرا بازداشت و از مکتب اخراج شد. او در زمان حاکمیت طالبان به کشورهای همسایه مهاجر شد و پس از انقراض دولت طالبان دوباره به وطن بازگشت و فعالیت‌های سیاسی، اجتماعی و روزنامه‌نگاری خود را در کابل آغاز کرد. او مدتی کارمند کمیسیون مستقل حقوق بشر بود و در سال‌هایی اخیر مدیرمسئول روزنامهٔ هشت صبح شد.

## مرگ
قسیم اخگر بعد از بیماری طولانی در ۲۸ ژانویه ۲۰۱۴، در اثر سکته قلبی در شهر کابل در خانه‌اش درگذشت.

## آثار علمی
قسیم اخگر آثار زیادی از خود بر جای گذاشت، اما بیشتر آثار او به گفته خودش توسط نظامیان شوروی در زمان جنگ و در زمان مهاجرت او از بین برده شد.
- موقعیت زن در نگرش توحیدی
- رساله‌ای در مورد متدولوژی شناخت قرآن کریم
- مبانی ادیان و حقوق بشر
- روش تحلیل سیاسی
- تندیس خشم، زندگی‌نامه عبدالخالق هزاره (با نام مستعار آمو)
- مقدمه‌ای بر تحولات سیاسی دو سده اخیر افغانستان
- ستاره‌های بی‌دنباله، تاریخچه جنبش روشن‌فکری افغانستان